# Rodolfo Pietro Bollini
Rodolfo Pietro Bollini (Legnano, 25 novembre 1923 – Legnano, 25 settembre 2021) è stato un politico italiano.

## Biografia
Residente a Milano, è stato Senatore della Repubblica del Partito Comunista Italiano dalla VI alla X legislatura della Repubblica Italiana, restando complessivamente a Palazzo Madama dal 1972 al 1992. Dopo la svolta della Bolognina aderisce al Partito Democratico della Sinistra.